# Трамбовка (плуване)
Трамбовката е специален способ, чрез който ватерполистите и спортистките по синхронно плуване се задържат над водата. Тя представлява най-просто казано брустови ножици, но не с едновременно свиване на краката, а с последователно. Вратарите във водната топка си помагат и с ръце. Синхронните плувкини също го използват, за да могат да изпълнят съчетанията си, но при тях има и трамбовка само с ръце (когато са надолу с главата).